# Канцона
Канцо́на (італ. canzone — пісня) — одна з форм середньовічної лірики, що походить від кансони трубадурів Провансу: пісня про лицарську любов, пов'язана з культом дами.
Вишукана будова канцони була строго строфічною, позначалася незрідка наскрізним римуванням, але схема римування була у кожної канцони своя, оригінальна. Остання строфа — торнада — виглядала коротшою, присвячувалася дамі серця. Із Провансу канцона поширилась у Північну Францію та Італію, були спроби її канонізації.
Розквіт канцони припадає на лірику Ф. Петрарки. Користувалися нею Данте Аліґ'єрі, Дж. Бокаччо. Згодом канцона, хоч і зазнавала певного піднесення, однак не прижилася у європейських літературах, перетворилася на стилізацію. Поменшена форма канцони, що вживалася в Італії, називалася канцонетою, у Франції — шансонеткою, позначеною заземленим стилем.
В Україні канцона відома перекладами І. Франка, М. Бажана та інших. Українські поети до цієї форми зверталися рідко (В. Самійленко, цикл «Весна», де, крім сонетів, є дві канцони).
Як музичний жанр, у XV–XVI ст. канцона являла собою багатоголосну пісню поліфонічного складу, з кінця XVI століття — як назва інструментальних п'єс типу ричеркара і фуги; пізніше, до сучасного моменту, — як назва інструментальних п'єс наспівного характеру.